# Вибори до Сумської обласної ради 2020
Вибори до Сумської обласної ради 2020 — вибори депутатів Сумської обласної ради і мера Сум, які відбулися 25 жовтня 2020 року в рамках проведення місцевих виборів у всій країні.

## Вибори мера

### Суми
В другому турі мером Сум було переобрано чинного мера від партії Батьківщина Олександра Лисенко.

#### I тур
| Кандидат                                | %       | Голосів |
| --------------------------------------- | ------- | ------- |
| 1. Олександр Лисенко (ВО «Батьківщина») | 44,20 % | 28 877  |
| 2. Вадим Акпєров («ЄС»)                 | 14,71 % | 9 609   |
| 3. Тетяна Рябуха («Слуга народу»)       | 11,84 % | 7 736   |
| 4. Тамара Іщенко («ОПЗЖ»)               | 10,22 % | 6 677   |
| 5. Володимир Лободін («За майбутнє»)    | 5,02 %  | 3 285   |

#### II тур
| Кандидат                                | %       | Голосів |
| --------------------------------------- | ------- | ------- |
| 1. Олександр Лисенко (ВО «Батьківщина») | 60,32 % | 26 446  |
| 2. Вадим Акпєров («ЄС»)                 | 37,79 % | 16 567  |

### Конотоп

#### I тур
| Кандидат                          | %       | Голосів |
| --------------------------------- | ------- | ------- |
| 1. Олександр Луговий              | 37,34 % | 7 332   |
| 2. Артем Семеніхін (ВО «Свобода») | 31,87 % | 6 258   |
| 3. Іван Огрохін («Наш край»)      | 7,26 %  | 1 425   |

## Вибори до обласної ради
| Місце | Партія                          | % голосів | Кількість голосів | Усього місць |
| ----- | ------------------------------- | --------- | ----------------- | ------------ |
| 1     | Слуга народу                    | 19,33 %   | 54 037            | 16 / 64      |
| 2     | Опозиційна платформа — За життя | 17,08 %   | 47 739            | 14 / 64      |
| 3     | ВО «Батьківщина»                | 11,41 %   | 31 896            | 10 / 64      |
| 4     | Європейська Солідарність        | 10,95 %   | 30 634            | 9 / 64       |
| 5     | Наш край                        | 9,95 %    | 27 818            | 8 / 64       |
| 6     | За Майбутнє                     | 7,69 %    | 21 524            | 7 / 64       |